# Monster (manga)
Monster (モンスター?) es una serie de manga escrita e ilustrada por Naoki Urasawa. Comenzó su serialización en 1994 en la revista Big Comic Spirits de la editorial Shōgakukan y concluyó en 2001 tras 162 capítulos recopilados en dieciocho volúmenes tankōbon. Tres años más tarde, el estudio Madhouse asumió la adaptación al anime de la obra en una serie de televisión de 74 episodios.
La serie narra la historia de un neurocirujano japonés llamado Kenzo Tenma, quien creyendo hacer lo correcto le salva la vida a un niño aparentemente normal; pero lejos de la realidad, este infante es en realidad un asesino sociópata que cambiará y destruirá las vidas de todos aquellos con los que se cruce en el camino, incluyendo al propio Tenma, a quien inculpa de una serie de homicidios cometidos por él. Tenma viajará por toda Alemania para encontrar a este individuo, detenerlo y poder demostrar su inocencia.
El 22 de octubre de 2024, la serie recibiría un doblaje latino para Anime Onegai y hasta la fecha está actualmente en producción los siguientes episodios con doblaje latino.

## Argumento
La serie sigue los pasos del neurocirujano Kenzo Tenma, quien desobedece las órdenes del director del hospital donde trabaja, que le ordena operar a un político influyente. En su lugar, interviene quirúrgicamente a un niño llamado Johan, a quien habían ingresado antes que al político y que tiene una herida de bala en la cabeza. La historia progresa rápidamente mostrando a aquel niño, ya como adulto, como un peligroso psicópata y la búsqueda del Dr. Tenma a través de diferentes localizaciones (empieza en Düsseldorf, pasando por otras ciudades alemanas como Berlín, Fráncfort del Meno, Múnich, Wiesbaden, e incluso ciudades checas como Praga) para encontrarlo y detenerlo. En el transcurso de la historia, también se centra en otros personajes que rodean su carrera en busca de Johan, como el inspector Lunge, quien investiga los crímenes de Johan bajo la premisa de que el autor es Tenma, y Anna Liebert, la hermana gemela de Johan, además de otros secundarios, cuyas vidas se entrecruzan con el «monstruo».
Tanto el manga como el anime comienzan con un pasaje del libro bíblico del Apocalipsis según San Juan, concretamente los versículos 1-4 del Capítulo 13:
Y yo me paré sobre la arena del mar, y vi una bestia emerger del mar, que tenía siete cabezas y diez cuernos; y sobre sus cuernos diez diademas; y sobre las cabezas de ella nombre de blasfemia. (...) Y adoraron al dragón que había dado la potestad a la bestia, y adoraron a la bestia, diciendo: "¿Quién es semejante a la bestia, y quién podrá lidiar con ella?"

## Personajes
- Kenzô Tenma: Es el personaje principal de Monster, siendo un joven doctor de un prestigioso hospital en Alemania, originario de Japón. Se podría decir que su principal cualidad es la de ser un buen hombre y velar por el bienestar de todos sus pacientes. Salvó la vida de Johan Liebheart, lo que le cuesta, al principio, su carrera en el hospital, aunque gracias a unos misteriosos asesinatos sin resolver, no sólo logra regresar a su estatus profesional anterior, sino que lo supera. Sin embargo, cuando años después descubra en que se convirtió aquel niño que salvó de las garras de la muerte, tendrá una crisis ética que le conducirá en busca de Johan para acabar definitivamente con él, pues se siente responsable de sus actos tras haberle salvado en aquella operación quirúrgica de vida o muerte.

- Johan Liebheart: Es el personaje considerado como el "Monstruo" de la serie y su antagonista principal. Es un joven inteligente y sumamente carismático, cuya vida le salvó el Dr. Tenma cuando solo era un niño de 10 años, considerando por todo ello a Tenma como a un padre por haberle salvado su vida tras el disparo que recibió en su cabeza e incluso le confiesa que jamás le haría daño por aquella acción. Johan es el responsable de numerosos asesinatos sin resolver, fuesen cometidos personalmente por él o inducidos utilizando a terceras personas para su realización, y su oscuro pasado se irá revelando poco a poco a lo largo de la historia.

- Anna Liebheart: Es una brillante estudiante de Derecho, además de ser la hermana gemela de Johan Liebheart. Después del terrible trance de ver a sus padres morir, fue adoptada por la familia Fortner, quienes le dieron el nombre de Nina. Cuando ella recuerda a su hermano tras la muerte de sus padres adoptivos y su primer encuentro con Tenma, piensa que la única manera de detener a Johan es matándolo, evitando que el Dr. Tenma lo haga, pues considera que el trabajo de este debe ser únicamente el de salvar vidas.

- Eva Heinemann: Es la hija del director del Hospital Memorial Eisler, que al inicio de la serie se halla comprometida con Kenzô Tenma. Ella lo deja cuando este desobedece las órdenes del director sobre operar el alcalde a cambio de Johan, pero tras el asesinato de su padre y el súbito ascenso de Tenma, decide regresar con él, cosa que no ocurre porque Tenma la rechaza, dolido por la ruptura anterior. Tras ese rechazo, comienza una vida basada en sus continuos fracasos en sus experiencias matrimoniales, refugiándose en el alcohol, por lo que decide vengarse de Tenma por haberla dejado poniendo todas las evidencias posibles de que su antiguo prometido fue el responsable de la muerte de su padre, para verlo sufrir en la cárcel. Sin embargo, poco a poco se empieza a involucrar en el asunto del "Monstruo".

- Heinrich Lunge: El inspector de la BKA (la Oficina Criminal Alemana, similar al FBI estadounidense), Heinrich Lunge (Runge en la versión japonesa) es un hombre frío y calculador. En su haber hay que reconocer que ha resuelto todos los casos en los que ha participado en su carrera profesional salvo uno, convirtiéndose en la única motivación de su vida: el caso sin resolver que envuelve al Dr. Tenma. Al principio cree que Johan es una invención del Dr. Tenma, pero poco a poco desarrolla una teoría en que Tenma padece un trastorno de personalidad múltiple y Johan es la personalidad que comete sus asesinatos, mientras que la personalidad del doctor trata de detener a su otra personalidad. No obstante, cuanto más se involucra en ese caso, cada vez menos puede obviar la relación existente entre el caso y los oscuros cuentos de Franz Bonaparta, por lo que poco a poco empieza a creer en la existencia del "Monstruo".

- Wolfgang Grimmer: Es un periodista freelance y también ex-espía de la RDA que residió de pequeño en el orfanato especial Kinderheim 511, donde también estuvo Johan, y cuya estancia le dejó marcado con unas profundas secuelas de despersonalización. Busca pruebas de los maltratos a niños para denunciar aquellas atrocidades cometidas en la RDA. De pequeño veía una serie llamada "Steiner el Magnífico", la cual ha afectado significativamente a su personalidad.

- Julius Reichwein: Es un psiquiatra especializado en el tratamiento contra el alcoholismo y en tratar a policías (anteriormente fue un policía fronterizo). Se verá involucrado en la búsqueda de Johan cuando un paciente y amigo suyo, Richard Braun, un expolicía y detective privado, llega a investigar a Johan, por lo que acabará siendo asesinado por este. Se ve envuelto en la historia de tal manera que llega a ayudar a Tenma y conocer a Nina y a Dieter, y se hace responsable diciendo que hará pagar al culpable que mató a su amigo Richard.

- Dieter: Un niño bajo el cuidado de un señor llamado Hartmann (quien había trabajado en el orfanato especial Kinderheim 511) que conoce a Tenma cuando este empieza a investigar sobre Johan para demostrar su propia inocencia. Cuando Tenma lo conoce, se da cuenta de que todo su cuerpo estaba lleno de moretones debido a los abusos físicos y psicológicos que Hartmann le hacía porque quería convertirlo en un segundo Johan por la admiración que le tiene, pero Tenma finalmente logra salvarlo. Desde ese momento, Dieter empezará a ser más optimista y lo acompaña para buscar a Johan, aunque lo hace para impedir que Tenma mate a Johan, porque no considera a Tenma como un asesino.

- Roberto: Es un asesino profesional, robusto e inteligente, que posee una gran fascinación por Johan desde que lo conoció, cuando le hizo recordar el único recuerdo que posee sobre su infancia, que la pasó en el horrible orfanato Kinderheim 511. Por ello, se convierte en el principal subordinado que tiene el "Monstruo", siendo el principal obstáculo de cualquier persona que trate de entorpecer los planes del joven Johan.

- Rudi Gillen: Es un prestigioso psiquiatra especializado en criminología y psicología criminal encargado de estudiar las mentes de los más abyectos criminales encarcelados, que en su época universitaria coincidió con el Dr. Tenma. Por ello, Tenma le pide ayuda sobre la posibilidad de que Johan padezca un trastorno de personalidad múltiple, pero Gillen no le cree y avisa a la policía para tenderle una emboscada. Sin embargo, poco antes de ésta, averigua por casualidad que Tenma dice la verdad, ayudándole a escapar de la policía. Desde entonces estará involucrado en el caso del "Monstruo", ayudando también al Dr. Reichwein y a Nina Fortner (Anna Liebert).

- Franz Bonaparta: Es el psiquiatra autor de los siniestros cuentos que son la base del proceso de lavados de cerebro que se pone en marcha en diferentes centros educativos del bloque comunista, siendo el principal de estos centros educativos el orfanato especial Kinderheim 511, de Berlín Oriental. Para sus obras utiliza varios seudónimos, con el fin de ocultar su verdadera identidad, siendo Klaus Poppe su verdadero nombre.

## Adaptaciones

### Manga
Escrito y dibujado por Naoki Urasawa, fue serializado en la revista seinen Big Comic Original de Shōgakukan entre diciembre de 1994 a diciembre de 2001. El jefe de redacción Takashi Nagasaki aparece acreditado como «coproductor» de la historia. Los 162 capítulos fueron juntados en 18 volúmenes en formato tankōbon, publicados entre el 30 de junio de 1995 hasta el 28 de febrero de 2002. Tuvo un relanzamiento de 9 volúmenes en formato kanzenban entre enero y agosto de 2008.
El manga ha sido publicado en España por la editorial Planeta-DeAgostini Comics, Estados Unidos y Canadá por la editorial VIZ, en Francia por la editorial Big Kana, en México por la editorial VID en la serie regular de 18 tomos y posteriormente PANINI manga con la edición Kanzenban, y la editorial LARP (Argentina) ha comenzado su publicación en el año 2010. En el año 2022, la editorial Ivrea (Argentina) publicó la serie en edición Kanzenban.

#### Lista de volúmenes
| N.º | Título                      | Fecha de lanzamiento     | ISBN original      |
| --- | --------------------------- | ------------------------ | ------------------ |
| 1   | «Doctor Tenma»              | 30 de junio de 1995      | ISBN 4-09-183651-8 |
| 2   | «Fiesta sorpresa»           | 30 de septiembre de 1995 | ISBN 4-09-183652-6 |
| 3   | «Kinderheim 511»            | 27 de abril de 1996      | ISBN 4-09-183653-4 |
| 4   | «El amigo de Ayse»          | 30 de agosto de 1996     | ISBN 4-0918-3654-2 |
| 5   | «Después del carnaval»      | 2 de abril de 1997       | ISBN 4-0918-3655-0 |
| 6   | «El bosque secreto»         | 30 de mayo de 1997       | ISBN 4-0918-3656-9 |
| 7   | «Richard»                   | 30 de octubre de 1997    | ISBN 4-0918-3657-7 |
| 8   | «Mi héroe sin nombre»       | 26 de febrero de 1998    | ISBN 4-0918-3658-5 |
| 9   | «Un monstruo sin nombre»    | 30 de mayo de 1998       | ISBN 4-0918-3659-3 |
| 10  | «Pícnic»                    | 30 de octubre de 1998    | ISBN 4-0918-3660-7 |
| 11  | «El ángulo muerto»          | 30 de marzo de 1999      | ISBN 4-0918-5271-8 |
| 12  | «La mansión de la rosa»     | 30 de junio de 1999      | ISBN 4-0918-5272-6 |
| 13  | «Escape»                    | 29 de febrero de 2000    | ISBN 4-0918-5273-4 |
| 14  | «Aquella noche»             | 30 de junio de 2000      | ISBN 4-0918-5274-2 |
| 15  | «La puerta de las memorias» | 30 de octubre de 2000    | ISBN 4-0918-5275-0 |
| 16  | «Bienvenido a casa»         | 28 de febrero de 2001    | ISBN 4-0918-5276-9 |
| 17  | «Estoy en casa»             | 30 de agosto de 2001     | ISBN 4-0918-5277-7 |
| 18  | «Escenario del día final»   | 28 de febrero de 2002    | ISBN 4-0918-5278-5 |

### Anime
La serie fue adaptada por Madhouse y se empezó a trasmitir el 6 de junio de 2004 a través de la cadena NTV, concluyéndose con el capítulo 74 estrenado el 27 de septiembre de 2005. Fue dirigida por Masayuki Kojima, con diseños de personaje a cargo de Kitarō Kōsaka, mientras la composición fue realizado por Tatsuhiko Urahata y la musicalización a cargo de Kuniaki Haishima. En Norteamérica, la serie fue licenciada por Viz Media, siendo transmitido en países de América Latina el 6 de septiembre de 2008, en idioma original con subtítulos por Cityvibe. En agosto de 2024, Anime Onegai adquirió los derechos de transmisión de la serie en América Latina.

#### Banda de sonido
La banda sonora original del anime de Monster fue realizada por Kuniaki Haishima y fue puesta a la venta en dos partes cuando se estaba emitiendo el anime en Japón (junio de 2004-septiembre de 2005).

##### Lista de canciones
- Tema de apertura (Episodios 1-74): "Grain" por Kuniaki Haishima
- Tema de cierre (Episodios 1-32): "For the Love of Life" por David Sylvian.
- Tema de cierre (Episodios 33-74): "Make it Home" por Fujiko Hemming.

### Another Monster
El autor, Naoki Urasawa, publicó en el año 2002 Another Monster: Informe de una investigación, una novela que sigue la trama del manga donde se expone el punto de vista de todo el caso por medio de un periodista freelance austriaco de investigación que estudia los paralelismos entre los crímenes del caso Johan y unos crímenes sucedidos recientemente en Austria, poco después del fin del caso Johan. Desde esta perspectiva, Urasawa resume el caso Johan, poniendo nuevos detalles de este, y relacionándolo con esos nuevos crímenes, indagando si esos crímenes son otros cometidos por la maldad de Johan, o si existe la posibilidad de que haya otro Monstruo similar en la Europa central.

### Adaptaciones en imagen real
El estudio cinematográfico New Line Cinema ha adquirido los derechos de autor de Monster para filmar una adaptación cinematográfica en imagen real y en lengua inglesa. El guionista nominado al Óscar en 2005 por la película Una historia de violencia, Josh Olson, sería el encargado de adaptar el manga a un guion cinematográfico. Sin embargo, y a pesar de las noticias que establecían que en 2009 sería estrenada la película, años después no hay ninguna noticia sobre cómo y cuando esta adaptación cinematográfica sería estrenada.
También se ha hablado de retomar el original proyecto de convertir el manga en una serie de televisión en imagen real, que era el proyecto original de llevar el manga a una adaptación para televisión como un dorama (telenovela japonesa), pero cuando el estudio encargado de dicha adaptación sobrepasó con creces los costes máximos de la producción cuando iban por la mitad de la grabación de una serie que hubiera tenido unos 40 capítulos, finalmente la cancelaron. Posteriormente se llegó a un acuerdo con el estudio Madhouse para que adaptase el manga a una serie anime utilizando a la mayoría de los actores que iban a representar a los personajes en ese dorama como los actores de doblaje del anime. Finalmente, la serie anime fue un éxito, salvando los costes generados por el dorama cancelado.

## Recepción
El manga Monster fue bien recibido por la crítica, en 1997 ganó el premio de excelencia en la categoría de manga del Japan Media Arts Festival; ganó además el Grand Prize del Tezuka Osamu Cultural Prize. Viz Media y su edición en inglés del manga compitieron en los premios Eisner Awards durante las ediciones de 2008 y 2009. En el año 2009 el sitio Oricon se ubicó en el quinto puesto de las series que podrían ser adaptadas a imagen real; además, el manga ganó el premio al mejor trabajo dramático en la Anime Expo del 2009.
En la reseña de Anime News Network se catalogó al autor Urasawa como "maestro del suspenso, mantiene sin esfuerzo un delicado balance entre desinformación deliberada y peligros a los que se exponen los protagonistas". Comentan que "además de una perfección invisible, los personajes asoman en sus rostros el terror, la psicología y emociones internas, sin embargo su diseño físico no es un atractivo". Otra reseña del mismo medio indica que Monster es "uno de los mangas de suspenso con mejores momentos de horror, esperanza y amor"; una de las quejas fue "el tiempo que se toman en la historia a desarrollar personajes secundarios que en varias páginas después serán olvidados o terminen muertos".
THEM Anime en su reseña apuntó que "la adaptación al anime es compleja y hermosa, cuenta con una excelente historia desarrollada y personajes memorables".
Por su parte, Monster ha influido en otras historietas, como en El paciente (2019) de Timothé Le Boucher.